# Steve Ditko
Stephen John Ditko  (n. 2 noiembrie 1927, Johnstown⁠(d), Pennsylvania, SUA – d. 27 iunie 2018, New York City, New York, SUA) a fost un artist și scriitor american de benzi desenate, cel mai bine cunoscut pentru că a fost co-creatorul super- eroului Marvel Spider-Man și creatorul Doctor Strange. De asemenea, a adus contribuții notabile la personajul Iron Man, designul iconic al personajului roșu și galben fiind revoluționat de Ditko.
Ditko a studiat sub artistul Batman Jerry Robinson la Școala Cartoonist and Illustrators din New York. Și-a început cariera profesională în 1953, lucrând în studioul lui Joe Simon și Jack Kirby, pornind de la cerneală și trecând sub influența artistului Mort Meskin. În acest timp, și-a început apoi asocierea îndelungată cu Charlton Comics, unde a lucrat în genurile science fiction, horror și mister. De asemenea, a co-creat super-eroul Căpitanul Atom în 1960.
În anii 1950, Ditko a desenat și pentru Atlas Comics, un precursor al Marvel Comics. El a continuat să contribuie cu multă muncă semnificativă la Marvel. În 1966, după ce a fost artistul exclusiv în The Amazing Spider-Man și în filmul „Doctor Strange” din Strange Tales , Ditko a părăsit Marvel din motive neclare.
Ditko a continuat să lucreze pentru Charlton și, de asemenea, pentru DC Comics, inclusiv o reînnoire a personajului de lungă durată, Blue Beetle, și creând sau co-creând Question, The Creeper, Shade the Changing Man și Hawk and Dove. De asemenea, Ditko a început să contribuie la mici editori independente, unde l-a creat pe Mr. A, un erou care reflectă influența filozofiei obiectivismului a lui Ayn Rand. Ditko a refuzat în mare măsură să acorde interviuri, spunând că preferă să comunice prin munca sa.
Ditko a fost inclus în sala celebrelor Jack Kirby a industriei benzilor desenate în 1990 și în Hall of Fame a premiilor Will Eisner în 1994.